# Jean Vuarnet
Jean Vuarnet (Le Bardo, Tunézia, 1933. január 18. – Sallanches, 2017. január 2.) olimpiai aranyérmes francia alpesisíző.

## Pályafutása
1958-ban a Bad Gastein-i világbajnokságon lesiklásban bronzérmes lett. 1960-ban, a Squaw Valley-i olimpián aranyérmet nyert lesiklásban.
Az aktív versenyzéstől való visszavonulása után 1962 és 1971 között a francia síszövetség alelnöke volt.

## Sikerei, díjai
- Olimpiai játékok
  - aranyérmes: 1960, Squaw Valley – lesiklás
- Világbajnokság
  - bronzérmes: 1958, Bad Gastein – lesiklás